# Adolf von Huebbenet

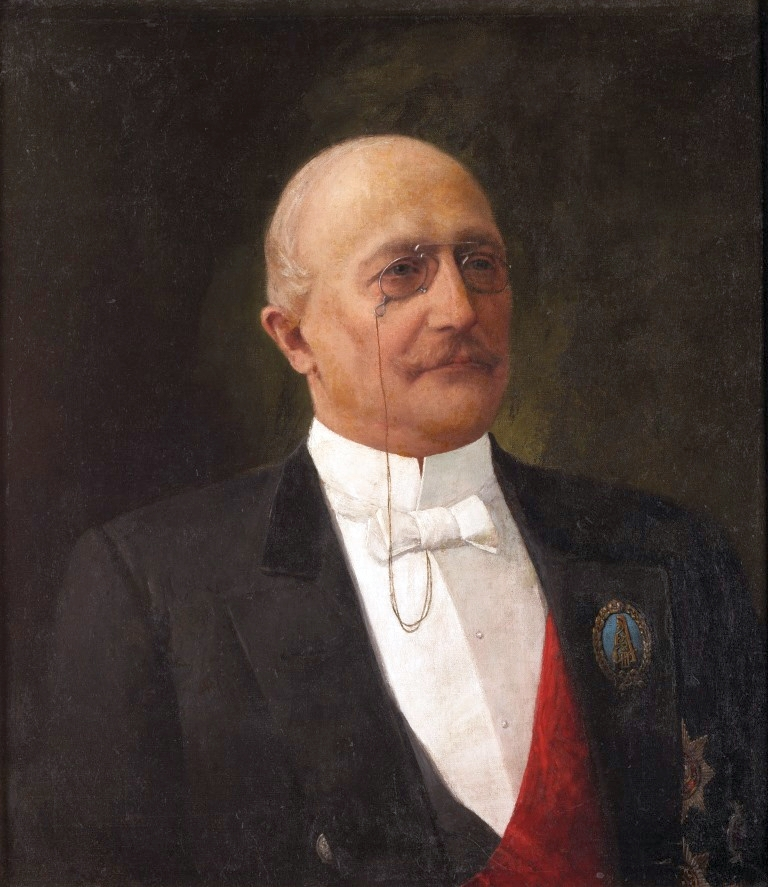
Adolf von Huebbenet (vor 1901)

Adolf Jakowlewitsch von Huebbenet (russisch Адольф Яковлевич фон Гюббенет; * 12. September 1830 in Pskow; † 24. März 1901 in Sankt Petersburg) war ein Staatsmann im Russischen Kaiserreich deutsch-baltischer Abstammung.

## Leben
Er studierte Rechtswissenschaft an der Kaiserlichen Universität St. Petersburg. 1869 wurde er Wirklicher Staatsrat, 1875 Geheimrat. 1882 wurde er Senator und 1889 Mitglied des Reichsrats. Von 1889 bis 1892 war er Minister der Verkehrswege. Er wurde 1892 verabschiedet. Seit 1889 war er Ehrenmitglied der Akademie der Wissenschaften.
Sein Grab von der Bildhauerin Marija Lwowna Dillon befindet sich auf dem Nowodewitschi-Friedhof im Moskauer Bezirk von Sankt Petersburg. Es ist als Kulturdenkmal Nr. 7810319125 der Russischen Föderation geschützt.